# Messegães
Messegães é uma povoação portuguesa do Município de Monção que foi sede da extinta Freguesia de Messegães, freguesia que tinha 2,06 km² de área e 253 habitantes (2011), e, por isso, uma densidade populacional de 122,8 h/km².
A Freguesia de Messegães foi extinta (agregada) pela reorganização administrativa de 2012/2013, tendo o seu território sido agregado ao das Freguesias de Valadares e de Sá para criar a União de Freguesias de Messegães, Valadares e Sá.
Tem como principais actividades económicas a pesca (principalmente da truta), agricultura e pequeno comércio.
Pertenceu ao antigo concelho de Valadares até 1855.

## População
| População da freguesia de Messegães | População da freguesia de Messegães | População da freguesia de Messegães | População da freguesia de Messegães | População da freguesia de Messegães | População da freguesia de Messegães | População da freguesia de Messegães | População da freguesia de Messegães | População da freguesia de Messegães | População da freguesia de Messegães | População da freguesia de Messegães | População da freguesia de Messegães | População da freguesia de Messegães | População da freguesia de Messegães | População da freguesia de Messegães |
| ----------------------------------- | ----------------------------------- | ----------------------------------- | ----------------------------------- | ----------------------------------- | ----------------------------------- | ----------------------------------- | ----------------------------------- | ----------------------------------- | ----------------------------------- | ----------------------------------- | ----------------------------------- | ----------------------------------- | ----------------------------------- | ----------------------------------- |
| 1864                                | 1878                                | 1890                                | 1900                                | 1911                                | 1920                                | 1930                                | 1940                                | 1950                                | 1960                                | 1970                                | 1981                                | 1991                                | 2001                                | 2011                                |
| 472                                 | 506                                 | 476                                 | 539                                 | 524                                 | 462                                 | 460                                 | 558                                 | 527                                 | 546                                 | 491                                 | 402                                 | 359                                 | 329                                 | 253                                 |

| Distribuição da População por Grupos Etários | Distribuição da População por Grupos Etários | Distribuição da População por Grupos Etários | Distribuição da População por Grupos Etários | Distribuição da População por Grupos Etários | Distribuição da População por Grupos Etários | Distribuição da População por Grupos Etários | Distribuição da População por Grupos Etários | Distribuição da População por Grupos Etários | Distribuição da População por Grupos Etários |
| -------------------------------------------- | -------------------------------------------- | -------------------------------------------- | -------------------------------------------- | -------------------------------------------- | -------------------------------------------- | -------------------------------------------- | -------------------------------------------- | -------------------------------------------- | -------------------------------------------- |
| Ano                                          | 0-14 Anos                                    | 15-24 Anos                                   | 25-64 Anos                                   | > 65 Anos                                    |                                              | 0-14 Anos                                    | 15-24 Anos                                   | 25-64 Anos                                   | > 65 Anos                                    |
| 2001                                         | 36                                           | 38                                           | 171                                          | 84                                           |                                              | 10,9%                                        | 11,6%                                        | 52,0%                                        | 25,5%                                        |
| 2011                                         | 18                                           | 18                                           | 126                                          | 91                                           |                                              | 7,1%                                         | 7,1%                                         | 49,8%                                        | 36,0%                                        |